# William Penny Brookes
William Penny Brookes (Much Wenlock, 13 augustus 1809 - 11 december 1895) was een Engelse chirurg, magistraat, botanicus en pedagoog. Hij is voornamelijk bekend vanwege het oprichten en organiseren van de Wenlock Olympian Society Annual Games. Met deze spelen vormde hij een belangrijke inspiratie voor Pierre de Coubertin voor het organiseren van de Moderne Olympische Spelen.